# Comuna Vrsar, Istria
Vrsar este o comună în cantonul Istria, Croația, având o populație de 2.162 de locuitori (2011).

## Demografie
Componența etnică a comunei Vrsar
     Croați (72,71%)
     Sârbi (3,93%)
     Italieni (2,73%)
     Albanezi (1,99%)
     Necunoscut (1,39%)
     Neclasificat (15,68%)
Componența confesională a comunei Vrsar
     Catolici (73,4%)
     Fără religie și atei (11,38%)
     Musulmani (3,7%)
     Ortodocși (3,47%)
     Necunoscută (6,85%)
     Alte religii (1,2%)
Conform recensământului din 2011, comuna Vrsar avea 2.162 de locuitori. Din punct de vedere etnic, majoritatea locuitorilor (72,71%) erau croați, existând și minorități de afiliați religios (12,67%), sârbi (3,93%), italieni (2,73%) și albanezi (1,99%). Apartenența etnică nu este cunoscută în cazul a 1,39% din locuitori. Din punct de vedere confesional, majoritatea locuitorilor (73,4%) erau catolici, existând și minorități de persoane fără religie și atei (11,38%), musulmani (3,7%) și ortodocși (3,47%). Pentru 6,85% din locuitori nu este cunoscută apartenența confesională.